# Nižná Jedľová
Nižná Jedľová é um município da Eslováquia, situado no distrito de Svidník, na região de Prešov. Tem 4,75 km² de área e sua população em 2018 foi estimada em 101 habitantes.

## Demografia
| Ano:        | 1994 | 2004    | 2014   | 2024    |
| ----------- | ---- | ------- | ------ | ------- |
| Broj ljudi: | 72   | 84      | 85     | 98      |
| Razlika:    |      | +16,66% | +1,19% | +15,29% |

| Ano:               | 2023 | 2024   |
| ------------------ | ---- | ------ |
| Número de pessoas: | 99   | 98     |
| Diferença:         |      | -1,01% |